# Aleksander Dobry

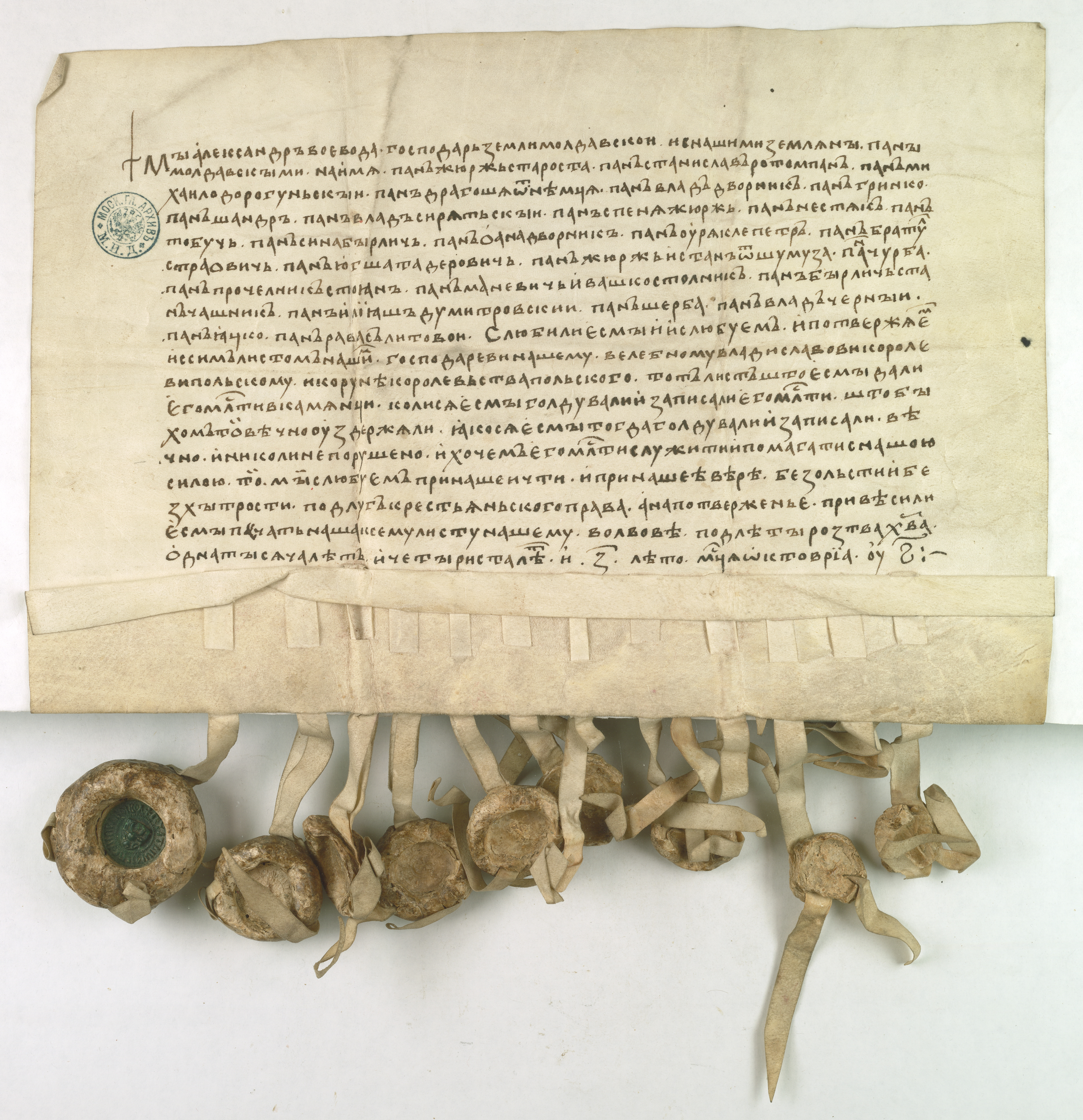
Aleksander, wojewoda i hospodar mołdawski, i panowie mołdawscy przyrzekają wierność, potwierdzając wzięte na siebie w Kamieńcu zobowiązania wobec króla Władysława i korony polskiej, 6 października 1407 roku

Aleksander Dobry (rum. Alexandru cel Bun; ur. 1375–1380, zm. 1432) – hospodar Mołdawii, w latach 1400–1432, z dynastii Muszatowiczów.

## Życiorys
Był synem hospodara Romana I i jego żony Anastazji. Objął tron mołdawski dzięki interwencji hospodara wołoskiego Mirczy Starego (którego był siostrzeńcem), który w 1400 usunął zeń hospodara Jugę i wprowadził nań Aleksandra (początkowo, do 1407, wraz z bratem Bogdanem). Zaraz po objęciu rządów musiał pokonać kilku innych pretendentów do tronu, m.in. swego kuzyna Iwaszkę, syna Piotra I.
Jego długie panowanie było okresem rozkwitu Mołdawii, szczególnie pod względem gospodarczym. Aleksander uporządkował zrujnowany wcześniejszymi waśniami kraj, szczególną uwagę przykładał do rozwoju miast, którym nadawał liczne przywileje. Dbając o rozwój handlu czarnomorskiego, wydawał przywileje handlowe kupcom ze Lwowa (1408) i Krakowa (1409). Rozbudował porty w Kilii (zajętej po śmierci Mirczy Starego) i Białogrodzie, które w tym okresie były jedynymi portami morskimi wykorzystywanymi przez Polskę. 
W polityce zagranicznej oparł się na sojuszu z Polską i Wołoszczyzną przeciwko Węgrom. Początkowo sprzyjała mu sytuacja międzynarodowa, w szczególności wewnętrzne problemy Węgier i Imperium osmańskiego, którzy nie mogli angażować swoich sił w Mołdawii. 12 marca 1402 uznał się wasalem króla Polski Władysława Jagiełły, a 1 sierpnia 1404 złożył mu hołd lenny w Kamieńcu Podolskim (potwierdził go w 1407 we Lwowie). Wspierał militarnie Polaków w walkach przeciwko zakonowi krzyżackiemu – oddziały mołdawskie uczestniczyły w wielkiej wojnie 1409–1411 (w tym być może w bitwie pod Grunwaldem), wojnie głodowej 1414, a także odznaczyły się podczas oblężenia Malborka w 1422. Układ między Jagiełłą z Zygmuntem Luksemburskim z 1412 pozostawiał Mołdawię pod zwierzchnictwem polskim, choć nakładał na Aleksandra obowiązek wsparcia Zygmunta w wojnie z Turcją. Aleksander wspierał Jagiełłę finansowo (zabezpieczeniem jednej z pożyczek był zastaw na Pokuciu, które później stało się terytorium spornym). W 1420 stracił na rzecz Turków Kilię, zdołał ją jednak z pomocą polską odzyskać. W latach 20. stopniowo zaczęły pogarszać się stosunki Aleksandra z Węgrami – szczególnie na tle realizowania sprzecznych interesów na Wołoszczyźnie (Aleksander wspierał Radu Praznaglavę, a Zygmunt Dana II. W 1428 Aleksander nie wziął udziału w wyprawie Zygmunta przeciwko Turkom, wobec czego Zygmunt zaczął domagać się od Jagiełły podziału Mołdawii. Proponował też obsadzenie Kilii (która na dodatek zaatakowali Wołosi) Krzyżakami.
Zmiana kierunku polityki międzynarodowej nastąpiła pod koniec życia Aleksandra (po śmierci Witolda w 1430). Wówczas wobec braku polskiej pomocy w wojnie z Turcją wypowiedział stosunek lenny wobec Polski. Na początku 1431 osadził na tronie wołoskim Aleksandra Aldeę, a następnie zaatakował Pokucie, wspierając wielkiego księcia Świdrygiełłę w walce przeciwko Jagielle, jednak bezskutecznie. 
Był hojnym mecenasem kościoła prawosławnego, ufundował liczne cerkwie i monastyry, zakończył spór o metropolię mołdawską, utworzył też drugie biskupstwo prawosławne w Mołdawii, a także biskupstwo ormiańskie w Suczawie. Sprowadził do Suczawy relikwie św. Jana Nowego, uznanego za patrona Mołdawii.
Po jego śmierci państwo mołdawskie zostało ogarnięte przez kryzys polityczny w związku z działaniami wielu pretendentów do tronu (licznych synów, a potem i wnuków Aleksandra), czego efektem było osłabienie władzy centralnej umocnionej przez Aleksandra.

## Małżeństwa i potomstwo
Aleksander Dobry był czterokrotnie żonaty. Jego żonami były:
- poślubiona w 1393 lub 1394 Małgorzata z Lasoncz (de Losoth), córka Stefana, wojewody siedmiogrodzkiego,
- poślubiona ok. 1408 Anna Neacșa, zm. 2 listopada 1418
- poślubiona w 1419 Ryngałła Anna, z którą się rozwiódł w 1421
- poślubiona po 1420 Maria.

Pozostawił po sobie licznych ślubnych i nieślubnych synów, pięciu z nich obejmowało potem tron mołdawski: Eliasz, Stefan, Piotr, Bogdan i Piotr Aron.